# 格林利夫鎮區 (堪薩斯州華盛頓縣)
格林利夫鎮區（英語：Greenleaf Township）為美國堪薩斯州華盛頓縣轄下的鎮區。2010年美国人口普查中此鎮區人口有403人。

## 地理
格林利夫鎮區涵蓋總面積為93.0平方（35.90平方英里），其中陸地面積為92.7平方（35.81平方英里），水域面積為0.23平方（0.09平方英里）或0.25%。

## 人口統計
根據2010年美國人口普查，格林利夫鎮區人口有403人，其中男性有210人，女性有193人，人口密度為每平方公里4.34人，住房計233戶。鎮區內的白人有395人，非裔美國人有1人，美洲原住民有3人，亞裔美國人有0人，太平洋島裔美國人有0人，其他種族有3人，混血種族則有1人。此外鎮區內有12人為西班牙裔或拉丁裔美國人。此鎮區之年齡中位數為47.2歲，而男性年齡中位數為44.8歲，女性年齡中位數為48.2歲。

## 交通

### 主要公路
- 9號堪薩斯州州道
- 119號堪薩斯州州道